# Sofia (Fluss)
Der Sofia ist ein Fluss im Nordwesten Madagaskars.

## Verlauf
Der Fluss entspringt im Süden des Ankaizina auf 1100 m Höhe. Seine Richtung ist für mehr als die ersten 100 km nach Süd bis zum Zusammenfluss mit dem Mangarahara. Dort schwenkt er nach Westen. Nach weiteren etwa 100 km mündet sein wichtigster Nebenfluss, der Anjobony mit seinem Zufluss Bemarivo, der mehr als Hälfte des Einzugsgebietes des Sofia ausmacht. Die Nebenflüsse am rechten Ufer sind klein und sehr kurz. Nach insgesamt 328 km mündet der Sofia in einem 20 km langes und 10 km breiten Delta über die Mahajamba-Bucht in die Straße von Mosambik.